# Kalkere, Davanagere
Kalkere là một làng thuộc tehsil Davanagere, huyện Davanagere, bang Karnataka, Ấn Độ.